# Mauricio Isla
Mauricio Aníbal Isla (født 12. juni 1988 i Buin, Chile) er en chilensk professionel fodboldspiller, som spiller for Primera División de Argentina-klubben Independiente og Chiles landshold.

## Landshold
Isla står (pr. marts 2022) noteret for 136 kampe og fem scoringer for Chiles landshold, som han debuterede for i september 2007 i en venskabskamp mod Schweiz. Han var en del af den chilenske trup til VM i 2010 i Sydafrika og VM i 2014 i Brasilien.